# 1927-es úszó-Európa-bajnokság
Az 1927-es úszó-Európa-bajnokságot Bolognában, Olaszországban rendezték augusztus 31. és szeptember 4. között. Az Eb-n már női sportolók is részt vehettek, összesen 16 versenyszámot rendeztek.

## Magyar érmesek
| Érem  | Versenyző                                                    | Versenyszám | Versenyszám           |
| ----- | ------------------------------------------------------------ | ----------- | --------------------- |
| Arany | Férfi válogatott                                             | vízilabda   | csapat                |
| Ezüst | Bárány István                                                | úszás       | Férfi 100 m gyors     |
| Ezüst | Bitskey Aladár                                               | úszás       | Férfi 100 m hát       |
| Bronz | Tarródi Szigritz Géza Wanié András Wanié Rezső Bárány István | úszás       | Férfi 4 × 200 m gyors |

## Éremtáblázat
(A táblázatban Magyarország és a rendező nemzet eltérő háttérszínnel kiemelve.)
| Helyezés | Nemzet         | Arany | Ezüst | Bronz | Összesen |
| 1.       | Németország    | 5     | 5     | 6     | 16       |
| 2.       | Svédország     | 4     | 2     | 1     | 7        |
| 3.       | Hollandia      | 3     | 2     | 0     | 5        |
| 4.       | Nagy-Britannia | 2     | 2     | 1     | 5        |
| 5.       | Magyarország   | 1     | 2     | 1     | 4        |
| 6.       | Ausztria       | 1     | 0     | 2     | 3        |
| 7.       | Franciaország  | 0     | 2     | 0     | 2        |
| 8.       | Olaszország    | 0     | 1     | 2     | 3        |
| 9.       | Belgium        | 0     | 0     | 2     | 2        |
| 10.      | Csehszlovákia  | 0     | 0     | 1     | 1        |
| Összesen | Összesen       | 16    | 16    | 16    | 48       |

## Érmesek
- WR – világrekord

### Úszás
Férfi
| Versenyszám             | Arany                                                                                    | Arany      | Ezüst                                                               | Ezüst   | Bronz                                                                     | Bronz   |
| ----------------------- | ---------------------------------------------------------------------------------------- | ---------- | ------------------------------------------------------------------- | ------- | ------------------------------------------------------------------------- | ------- |
| 100 m-es gyorsúszás     | Arne Borg · Svédország                                                                   | 1:00,0     | Bárány István · Magyarország                                        | 1:03,2  | August Heitmann · Németország                                             | 1:03,4  |
| 400 m-es gyorsúszás     | Arne Borg · Svédország                                                                   | 5:08,6     | Herbert Heinrich · Németország                                      | 5:15,8  | Václav Antoš · Csehszlovákia                                              | 5:16,2  |
| 1500 m-es gyorsúszás    | Arne Borg · Svédország                                                                   | 19:07,2 WR | Giuseppe Perentin · Olaszország                                     | 21:50,4 | Joachim Rademacher · Németország                                          | 22:00,0 |
| 100 m-es hátúszás       | Eskil Lundahl · Svédország                                                               | 1:17,4     | Bitskey Aladár · Magyarország                                       | 1:17,6  | Gustav Fröhlich · Németország                                             | 1:17,8  |
| 200 m-es mellúszás      | Erich Rademacher · Németország                                                           | 2:55,2     | Wilhelm Prasse · Németország                                        | 2:58,0  | Louis Van Parys · Belgium                                                 | 2:59,8  |
| 4 × 200 m-es gyorsváltó | Németország · August Heitmann · Joachim Rademacher · Friedrich Berger · Herbert Heinrich | 9:49,6 WR  | Svédország · Åke Borg · Aulo Gustafsson · Eskil Lundahl · Arne Borg | 9:52,0  | Magyarország · Szigritz Géza · Wanie Rezső · Wanié András · Bárány István | 10:36,0 |

Női
| Versenyszám             | Arany                                                                        | Arany  | Ezüst                                                                          | Ezüst  | Bronz                                                                           | Bronz  |
| ----------------------- | ---------------------------------------------------------------------------- | ------ | ------------------------------------------------------------------------------ | ------ | ------------------------------------------------------------------------------- | ------ |
| 100 m-es gyorsúszás     | Maria Vierdag · Hollandia                                                    | 1:15,0 | Joyce Cooper · Nagy-Britannia                                                  | 1:15,0 | Charlotte Lehmann · Németország                                                 | 1:16,1 |
| 400 m-es gyorsúszás     | Marie Braun · Hollandia                                                      | 6:11,8 | Marion Laverty · Nagy-Britannia                                                | 6:13,6 | Fritzi Löwy · Ausztria                                                          | 6:21,0 |
| 100 m-es hátúszás       | Wilhelmine den Turk · Hollandia                                              | 1:24,6 | Marie Braun · Hollandia                                                        | 1:26,2 | Phyllis Harding · Nagy-Britannia                                                | 1:30,8 |
| 200 m-es mellúszás      | Hilde Schrader · Németország                                                 | 3:20,4 | Charlotte Mühe · Németország                                                   | 3:25,2 | Hedy Bienenfeld · Ausztria                                                      | 3:27,0 |
| 4 × 100 m-es gyorsváltó | Nagy-Britannia · Marion Laverty · Valerie Davies · Ellen King · Joyce Cooper | 5:11,0 | Hollandia · Truus Klapwijk · Wilhelmine den Turk · Marie Braun · Maria Vierdag | 5:11,6 | Németország · Charlotte Lehmann · Anni Rehborn · Marianne Schmidt · Reni Erkens | 5:12,8 |

### Műugrás
Férfi
| Versenyszám    | Arany                            | Arany    | Ezüst                            | Ezüst       | Bronz                       | Bronz     |
| -------------- | -------------------------------- | -------- | -------------------------------- | ----------- | --------------------------- | --------- |
| 3 m-es műugrás | Ewald Riebschläger · Németország | 7/173,86 | Edmund Lindmark · Svédország     | 16,5/159,86 | Luciano Gozzi · Olaszország | 18/160,14 |
| Toronyugrás    | Hans Luber · Németország         | 7/114,86 | Ewald Riebschläger · Németország | 11/111,24   | Ezio Selva · Olaszország    | 18/100,64 |

Női
| Versenyszám    | Arany                           | Arany    | Ezüst                          | Ezüst      | Bronz                       | Bronz    |
| -------------- | ------------------------------- | -------- | ------------------------------ | ---------- | --------------------------- | -------- |
| 3 m-es műugrás | Klara Bornett · Ausztria        | 5/103,32 | Lini Söhnchen · Németország    | 11/91,96   | Hanni Rehborn · Németország | 14/86,24 |
| Toronyugrás    | Isabelle White · Nagy-Britannia | 5/36,40  | Irène Savollon · Franciaország | 12,5/32,40 | Eva Olliwier · Svédország   | 14/32,20 |

### Vízilabda
| Versenyszám | Arany        | Ezüst         | Bronz   |
| ----------- | ------------ | ------------- | ------- |
| Férfi       | Magyarország | Franciaország | Belgium |